# 堺利彥
堺利彥（1871年1月15日—1933年1月23日）號枯川，日本社會主義者、思想家、歷史學家、作家、小說家、翻譯家。別名貝塚澀六。

## 生平
1871年出生在豐前國仲津郡長井永大坂村松坂（今福岡縣京都郡京都町犀川大坂字松坂）沒落士族家庭，是家中的第三子。他以第一名的成績畢業於豐津中學校（今育德館高校）。前往東京後，進入預備校共立學校（今開成中高）學習英語，進入第一高等中學校學習。後來由於學費滯納而被開除，在大阪、福岡擔任新聞記者和教師，此時開始小說創作並在文壇有一定地位。此後堺利彥應同鄉末松謙澄的邀請，參加毛利家編輯所《防長回天史》的編纂，與同事山路愛山等人結交。
此後堺利彥以《萬朝報》記者的身份活躍，主張社會改良和言文一致。他與社長黑岩淚香、同事內村鑑三、幸德秋水結成理想團。他對當時的社會主義思想產生了共鳴，主張反戰論。然而《萬朝報》在日俄戰爭期間被迫轉為支持主戰，堺利彥與內村鑑三、幸德秋水一起離開了該社。堺利彥創立了平民社並發行了週刊《平民新聞》，開展反戰和社會主義運動。在《平民新聞》第53號（1904年11月13日），堺利彥與幸德秋水一起翻譯了《共產黨宣言》。該文根據英語版的譯文重譯，是《共產黨宣言》最早的日語譯本。
1905年在社會主義官方誌《直言》中刊登了世界語相關的記載。次年擔任日本世界語協會評議員。
1906年，旧日本社會黨成立後擔任評議員，指導日本的社會主義運動。1908年因赤旗事件被投入監獄囚禁2年。在押期間發生著名的幸德大逆事件，幸德秋水等社會主義者被處死，但堺利彥免於連坐出獄了。此時是日本社會主義運動的低迷期，被稱為“寒冬時期”（冬の時代）。 堺利彥創立了賣文社並發行雜誌《葫蘆花》（へちまの花），此後又發行《新社會》雜誌，保持了日本社會主義者之間的聯絡。1920年成立日本社會主義同盟，次年被日本政府禁止活動。
1922年，日本共產黨成立，堺利彥與山川均、荒畑寒村一起加入日本共產黨。旋即與山川均一起脫離該黨，加入勞農派。此後建立東京無產黨繼續活動，1929年當選東京市會議員。
堺利彥翻譯了西方眾多文獻，他向日本人介紹了歐美社會主義思想以及俄國革命的動向，同時也是將西洋烏托邦文學介紹到日本的第一人。
1932年6月，堺利彥突發精神疾病。7月發生家庭暴力，被送入青山腦病院（今東京都立小兒綜合醫療中心）。翌年1月因腦溢血逝世。
日本女權運動家近藤真柄是堺利彥的長女。

## 外部連結
- 堺利彦
- 堺 利彦：作家別作品列表 （页面存档备份，存于）（青空文庫）